# Juan de Herrera

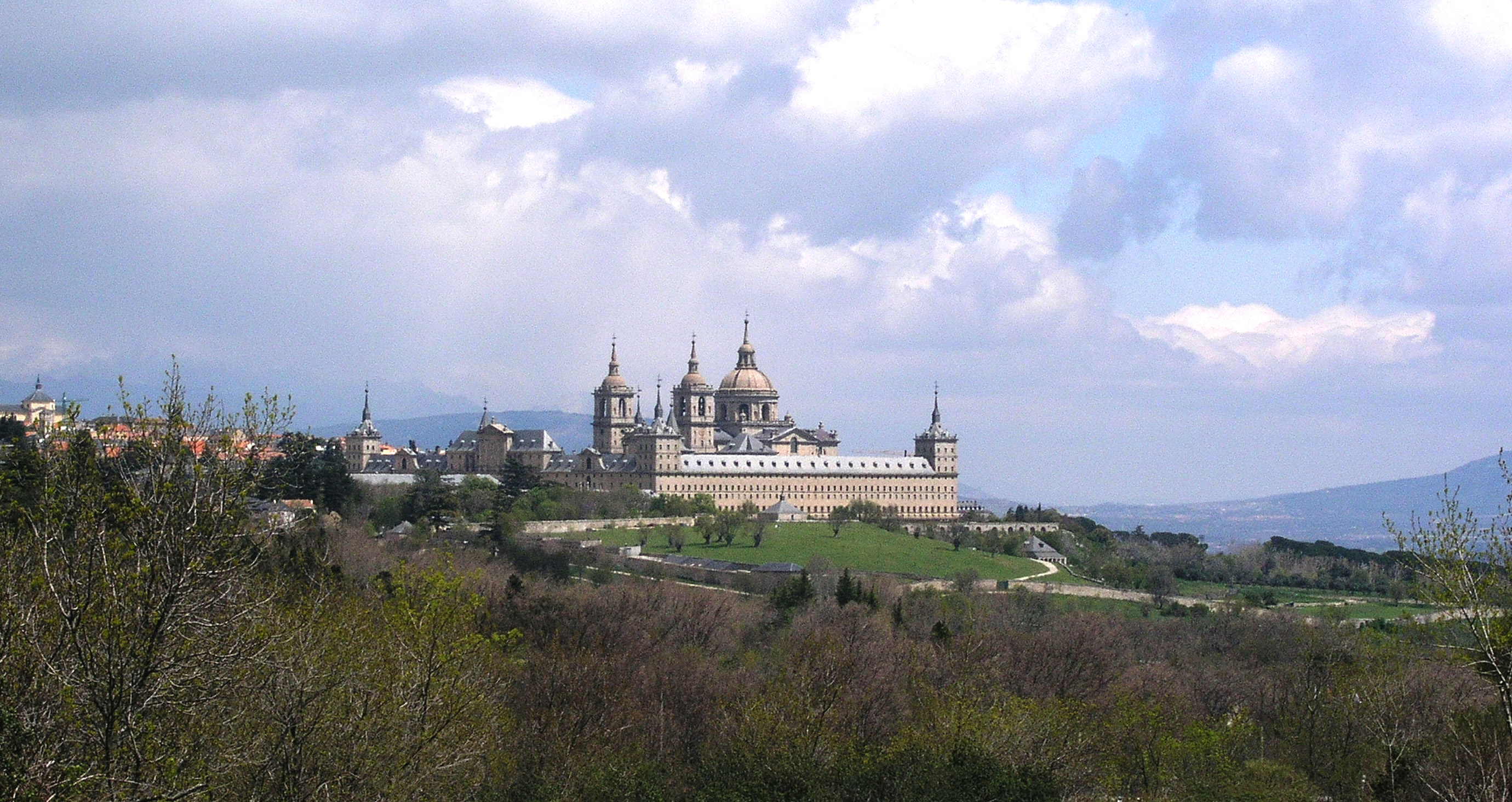
Palácio do Escorial.

Juan de Herrera (1530–1597) foi um arquitecto espanhol. Nasceu em Roiz (Cantabria), Espanha.
Estudou na Universidade de Valladolid em 1548. Em 1563 colaborou com Juan Bautista de Toledo no planeamento do Palácio do Escorial em Madrid, e com a morte desde em 1567 sucedeu-lhe como arquitecto principal do edifício. Ampliou os planos do mosteiro, e teve uma intervenção muito positiva em relação ao adorno da igreja e da sua fachada.
Introduziu com esta obra um novo estilo artístico, o estilo herreriano, que influênciou a arquitectura espanhola ao longo do século. Também esteve presente no desenho da Catedral de Valladolid e do Mosteiro de São Vicente de Fora.
Herrera faleceu em 1597 em Madrid.